# 요다안경원숭이
요다안경원숭이 또는 거스키안경원숭이(Tarsius spectrumgurskyae)는 안경원숭이과에 속하는 영장류의 일종이다. 인도네시아에서 발견된다. 다른 유사한 안경원숭이류와 다른 소리를 내는 것으로 알려져 있다.